# O Diário de Anne Frank
The Diary of Anne Frank (bra/prt: O Diário de Anne Frank) é um filme estadunidense de 1959, do gênero drama bélico biográfico, dirigido por George Stevens, com roteiro de Frances Goodrich e Albert Hackett baseado em sua peça teatral The Diary of Anne Frank, por sua vez inspirada no livro Diário de Anne Frank, de Anne Frank.

## Elenco
- Millie Perkins .... Anne Frank
- Joseph Schildkraut .... Otto Frank
- Shelley Winters .... Petronella Van Daan
- Richard Beymer .... Peter Van Daan
- Gusti Huber .... Edith Frank
- Lou Jacobi .... Hans Van Daan
- Diane Baker .... Margot Frank
- Douglas Spencer .... Kraler
- Dodie Heath .... Miep Gies
- Ed Wynn .... Albert Dussell
- Orangey .... Mouschi

## Prémios e nomeações
| Prêmio/evento           | Categoria                                 | Recipiente                        | Resultado |
| ----------------------- | ----------------------------------------- | --------------------------------- | --------- |
| Oscar 1960              | Melhor atriz coadjuvante                  | Shelley Winters                   | Venceu    |
| Oscar 1960              | Melhor direção de arte - p&b              | George W. Davis e Lyle R. Wheeler | Venceu    |
| Oscar 1960              | Melhor fotografia - p&b                   | William C. Mellor                 | Venceu    |
| Oscar 1960              | Melhor filme                              | George Stevens                    | Indicado  |
| Oscar 1960              | Melhor direção                            | George Stevens                    | Indicado  |
| Oscar 1960              | Melhor ator coadjuvante                   | Ed Wynn                           | Indicado  |
| Oscar 1960              | Melhor trilha sonora                      | Alfred Newman                     | Indicado  |
| Oscar 1960              | Melhor figurino - p&b                     | Charles Le Maire e Mary Wills     | Indicado  |
| Globo de Ouro 1960      | Melhor filme - drama                      | George Stevens                    | Indicado  |
| Globo de Ouro 1960      | Melhor direção                            | George Stevens                    | Indicado  |
| Globo de Ouro 1960      | Melhor ator - drama                       | Joseph Schildkraut                | Indicado  |
| Globo de Ouro 1960      | Melhor atriz coadjuvante                  | Shelley Winters                   | Indicado  |
| Globo de Ouro 1960      | Revelação feminina                        | Diane Baker                       | Indicado  |
| Globo de Ouro 1960      | Melhor filme de compreensão internacional | George Stevens                    | Venceu    |
| Festival de Cannes 1959 | Melhor filme (Palma de Ouro)              | George Stevens                    | Indicado  |

## Sinopse
Anne Frank é uma jovem judia de 13 anos que vive escondida no sótão de um estabelecimento comercial juntamente com seus pais e sua irmã Margot. Além deles, vive no mesmo local uma outra família de origem judia.
A jovem documenta a sua vida num diário enquanto se esconde , Durante dois anos eles ficaram escondidos, vivendo sempre na apreensão de saberem que podiam ser traídos ou descobertos a qualquer momento e mandados para um campo de concentração. Apesar disto, eles sonham com dias melhores, ao mesmo tempo em que Peter e Anne se apaixonam.
Anos depois eles são descobertos e levados para o campo de concentração, onde são separados homem e mulher. As crianças menores de 16 anos foram mortas, as mulheres, os cabelos foram cortados  e um ano depois que os russos libertaram os prisioneiros do campo de concentração restou apenas o pai vivo.